# Norialsus litoris
Norialsus litoris är en insektsart som beskrevs av Van Stalle 1986. Norialsus litoris ingår i släktet Norialsus och familjen kilstritar. Inga underarter finns listade i Catalogue of Life.